# 歐陽熙 (景泰進士)
歐陽熙（1423年—？年），字時熙，江西吉安府泰和縣人，明朝政治人物。

## 生平
景泰二年（1451年）辛未科第三甲第五十二名進士。官河南副使。

## 家族
曾祖歐陽觀民；祖歐陽賢，國子監助教，贈吏部主事；父歐陽廣澗；母王氏。具慶下，妻蕭氏，繼妻吳氏。
歐陽伯哲（河南按察司副使）；歐陽伯洙（四川按察司副使）；歐陽伯湯（刑部員外郎），弟歐陽勳。